# Kathryn Newton

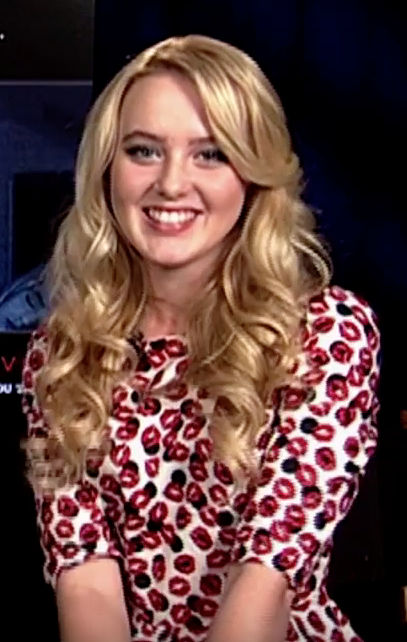
Kathryn Newton (2012)

Kathryn Love Newton (ur. 8 lutego 1997 w Los Angeles) – amerykańska aktorka, która wystąpiła m.in. w filmach Lady Bird i Trzy billboardy za Ebbing, Missouri.

## Filmografia

### Filmy
| Rok  | Tytuł                               | Rola              | Uwagi       |
| ---- | ----------------------------------- | ----------------- | ----------- |
| 2002 | Abbie Down East                     | Mahala Burgess    | krótkometr. |
| 2003 | Bun-Bun                             | Chloe             | krótkometr. |
| 2011 | Zła kobieta                         | Chase Rubin-Rossi |             |
| 2012 | Paranormal Activity 4               | Alex Nelson       |             |
| 2015 | The Martial Arts Kid                | Rina              |             |
| 2016 | Mono                                | Katie             |             |
| 2017 | Lady Bird                           | Darlene Bell      |             |
| 2017 | Trzy billboardy za Ebbing, Missouri | Angela Hayes      |             |
| 2018 | Strażnicy cnoty                     | Julie Decker      |             |
| 2018 | Powrót Bena                         | Ivy Burns         |             |
| 2019 | Pokémon: Detektyw Pikachu           | Lucy              |             |
| 2020 | Piękna i rzeźnik                    | Millie            |             |
| 2021 | Mapa maleńkich wspaniałości         | Margaret          |             |
| 2023 | Ant-Man i Osa: Kwantomania          | Cassie Lang       |             |
| 2024 | Winner                              | Brittany Winner   |             |
| 2024 | Lisa Frankenstein                   | Lisa              |             |
| 2024 | Abigail                             | Sammy             |             |

### Telewizja
| Rok        | Tytuł                   | Rola            | Uwagi              |
| ---------- | ----------------------- | --------------- | ------------------ |
| 2001–2005  | Wszystkie moje dzieci   | Colby Chandler  | 2 odc.             |
| 2008–2010  | Rozwodnik Gary          | Louise Brooks   | 37 odc.            |
| 2013       | Mad Men                 | Mandy           | 1 odc.             |
| 2013–2014  | Blog na cztery łapy     | Emily           | 3 odc.             |
| 2014–2018  | Nie z tego świata       | Claire Novak    | 6 odc.             |
| 2016       | A Housekeeper's Revenge | Laura Blackwell | film TV            |
| 2016–2017  | Halt and Catch Fire     | Joanie Clarke   | 10 odc.            |
| 2017, 2019 | Wielkie kłamstewka      | Abigail Carlson | 14 odc.            |
| 2017       | Małe kobietki           | Amy March       | miniserial, 3 odc. |
| 2019       | The Society             | Allie Pressman  | gł. rola           |